# Passion
Passion es una plataforma de atracción de talento en línea latinoamericana. Fue fundada en 2018 por el especialista colombiano Alejandro Guasca Bustos.

## Historia
Passion fue fundada en Colombia por Alejandro Guasca, la compañía nació de uno de sus intentos por emprender en el mundo tecnológico, teniendo en cuenta algunos proyectos del pasado que ayudaron a su creación. Actualmente opera en Bogotá con más de 1000 registros de candidatos
En 2019 inicia la consolidación de la gestión del talento humano como pilar fundamental del desarrollo de la economía, esto sumado a la visión del equipo, con el que actualmente busca abrirse un espacio y convertirse en una de los emprendimientos con innovación disruptiva del mercado tecnológico.
En el 2020 generó nuevas estrategias de atracción con las cuales en tan solo 4 días obtuvo 700 candidatos para ofertas empresariales en diferentes sectores.

## Talento
El sistema de atracción se apoya en la posibilidad de crecimiento del talento en las organizaciones, teniendo como pilar fundamental la pasión y sus competencias a la hora de encontrar empleo. Passion realiza el seguimiento y acompañamiento en el proceso de la búsqueda de empleo, educación, formación y enriquecimiento de perfiles por medio de herramientas avanzadas de talento humano y tecnología. 
Passion organiza conferencias donde da a conocer el impacto de la labor de sus colaboradores para así seguir contribuyendo al crecimiento del país.

## Las Personas
Para el 2020, a partir del estudio realizado por DANE donde muestra la tasa de desempleo total nacional del 21.4% para el segundo trimestre del año, Passion busca llegar a más de 2000 procesos exitosos para candidatos en búsqueda de empleo en la ciudad de Bogotá. Los candidatos reciben un manejo impecable teniendo en cuenta su experiencia y características del perfil, así como sugerencias y estadísticas únicas para cada proceso en el que se encuentran.